# Kanigoro (Rembang)
Kanigoro is een bestuurslaag in het regentschap Pasuruan van de provincie Oost-Java, Indonesië. Kanigoro telt 1587 inwoners (volkstelling 2010).